# Barruecopardo
Barruecopardo és un municipi de la província de Salamanca a la comunitat autònoma de Castella i Lleó. Limita amb El Milano i Villasbuenas a l'Est, Saldeana i Bermellar al Sud, Saucelle i Vilvestre a l'Oest i Cerezal de Peñahorcada al Nord.

## Demografia
| 1991 | 1996 | 2001 | 2004 |
| ---- | ---- | ---- | ---- |
| 681  | 606  | 571  | 534  |